# Deeringia arborescens
Deeringia arborescens är en amarantväxtart som först beskrevs av Robert Brown, och fick sitt nu gällande namn av George Claridge Druce. Deeringia arborescens ingår i släktet Deeringia, och familjen amarantväxter. Inga underarter finns listade i Catalogue of Life.